# Franz Mon
Franz Mon (* 6. Mai 1926 in Frankfurt am Main; eigentlich: Franz Löffelholz; † 7. April 2022 ebenda) war ein deutscher Schriftsteller (Hörspiel; Essay; Lyrik) der Konkreten Poesie.

## Leben
Franz Mon studierte Germanistik, Geschichte und Philosophie in Frankfurt am Main und Freiburg im Breisgau. Sein Studium beendete er 1955 mit der Promotion über Brockes’ Irdisches Vergnügen in Gott. Ab 1956 arbeitete er als Verlagslektor in Frankfurt am Main. 1959 verlegte Günther Neske artikulationen, die erste Veröffentlichung von Franz Mon mit Gedichten und Essays im Neske Verlag Pfullingen.
1960 gab er zusammen mit Walter Höllerer und Manfred de la Motte die Anthologie movens heraus, deren Bandbreite von Gertrude Stein und Kurt Schwitters über John Cage bis hin zur Elektronenmalerei von Karl Otto Götz und zu den kinetischen Versuchen von Heinz Mack und Victor Vasarely führte. 1962 gründete Franz Mon den Typos-Verlag. Mon lehrte bis 2000 im Bereich Grafik/Design in Kassel, Karlsruhe und an der Hochschule für Gestaltung Offenbach am Main. Er lebte und arbeitete in Frankfurt am Main.
Franz Mon war 1987 auf der Ausstellung documenta 8 vertreten. Er war Mitglied des Colloquiums Neue Poesie Bielefeld, der Deutschen Akademie für Sprache und Dichtung, der Deutschen Akademie der Darstellenden Künste sowie der Freien Akademie der Künste Mannheim.

## Werk
Insbesondere durch seine theoretischen Schriften wie Zur Poesie der Fläche, Texte in den Zwischenräumen (beide 1966) oder Buchstabenkonstellationen (1967) leistete er wichtige Beiträge zur Etablierung der Konkreten Poesie. Mon setzte sich vor allem dafür ein, die Fläche als Textelement sichtbar und wahrnehmbar zu machen und sie nicht nur als unwichtigen Texthintergrund zu betrachten (bzw. zu ignorieren). „Sprache wird bei Mon Stimme, Stimme wird Schrift, Schrift wird Bild, Bild wird Text.“
Dementsprechend setzen sich seine Gedichte aus räumlich angeordneten Buchstaben zusammen, die nicht immer auch zu ganzen Wörtern nebeneinander gestellt werden können. Mon nutzte die Varianten der Typografie, um das Augenmerk auf die Buchstaben an sich zu lenken.
Die Texte erscheinen häufig extrem reduziert, was deutlich wird, wenn man sich Mons Postulat zu eigen macht: „es kommt nicht auf die menge der inhalte an sondern auf das verhältnis von zeichenaufwand und realisierbaren beziehungen“ (aus: Buchstabenkonstellationen).
Wie viele seiner Kollegen bevorzugte Mon die konsequente Kleinschreibung und setzte Satzzeichen wenig oder gar nicht ein.
Neben seinen theoretischen Schriften und konkreten Poesien entwickelte Mon ab den frühen 1960er Jahren auch verschiedene Arten von Sehtexten, Textcollagen und Texträumen, die er als eine Art linguistische Sprachspiele konzipierte. In seinem achteckigen, als Installation gestalteten Textraum Mortuarium für zwei Alphabete thematisierte er metaphorisch das allmähliche Verschwinden von Schrift und Sprache in Gegenwart und Zukunft. Ausgehend von einem lesbaren Grundtext, der auf einer ersten von acht transparenten Tafeln aufgedruckt ist, gestaltete Mon auf den weiteren Tafeln durch progressives Überlagern von Worten und Buchstaben eine sukzessive Auslöschung des Textes und zerstört damit die Lesbarkeit von Sinnzusammenhängen. Manche Namen verstorbener Persönlichkeiten, die bei der variablen Lesbarkeit sporadisch aus den Textfragmenten auftauchen, geben dem Mortuarium einen weiteren inhaltlichen Zusammenhang.

### Ausgewählte Gedichte
- oktober (mehr weiß niemand die disteln gehn rückwärts)
- grundriß (war sichtbar   ist genau sichtbar)[10]

## Veröffentlichungen (Auswahl)

### Bibliographie
- artikulationen. Neske, Pfullingen 1959.
- protokoll an der kette. 14 Gedichte. Mit sechs Graphiken von Bernhard Schultze. Galerie Der Spiegel, Köln 1961.
- Verläufe. Mit Lithographien von K. O. Götz. Galerie Müller, Stuttgart 1962.
- Sehgänge. Eine Demonstration. Wolfgang Fietkau Verlag, Berlin 1983 (Schritte. 8, Erstauflage 1964), ISBN 978-3-87352-008-0.
- weiß wie weiß. Mit Prägedrucken von Rolf Kissel. Gulliver Presse, Bad Homburg 1964.
- ainmal nur das alphabet gebrauchen. edition hansjörg mayer, Stuttgart 1967.
- herzzero. Luchterhand, Neuwied / Berlin 1968.
- als Hrsg. mit Heinz Neidel: Prinzip Collage. 1968.
- Texte über Texte. Luchterhand, Neuwied / Berlin 1970.
- aufenthaltsraum. Mit Siebdrucken von Thomas Lenk. Guido Hildebrandt, Duisburg 1972.
- maus im mehl. Galerie Patio, Frankfurt Main 1976.
- fallen stellen. texte aus mehr als elf Jahren. Verlag Klaus Ramm, Spenge 1981.
- hören ohne aufzuhören. neue texte, Linz 1983.
- Es liegt noch näher. 9 Texte aus den 50ern. Verlag Klaus Ramm, Spenge 1985.
- was hältst du denn von Bielefeld. mit Collagen vom Autor. Pendragon, Brackwede bei Bielefeld 1987.
- Knöchel des Alphabets. 33 visuelle Texte. Hochschule für Gestaltung, Offenbach 1989.
- das wort auf der zunge. Texte aus vierzig Jahren. Janus, Berlin 1991.
- Nach Omega undsoweiter. Verlag Klaus Ramm, Spenge 1992.
- Gesammelte Texte – Bd 1: Essays. Janus, Berlin 1994.
- Gesammelte Texte – Bd 2: Poetische Texte 1951–1970. Janus, Berlin 1995.
- Gesammelte Texte – Bd 2: herzzero. Janus, Berlin 1996.
- Wörter voller worte. Verlag Klaus Ramm, Spenge 1999.
- Freiflug für Fangfragen. 103 Alphabetgedichte mit 26 Versalcollagen und 1 CD mit Lauttexten seit 1960. Hrsg. von Michael Lentz. edition selene, Wien 2004.
- Zuflucht bei Fliegen – Lesebuch. Hrsg. von Michael Lentz. S. Fischer, Frankfurt am Main 2013.
- Sprache, lebenslänglich. Gesammelte Essays. Hrsg. von Michael Lentz. S. Fischer, Frankfurt am Main 2016.

### Diskographie (Auswahl)

#### Tonträger
- Artikulationen 1964. (Frankfurt/M.). Kopie, Spulentonband
- „hänk“, artikulatorische Etüde, auf: KONKRETE POESIE – SOUND POETRY – ARTIKULATIONEN. Hrsg. von anastasia bitzos. Hi-Fi-Atelier John Spinner, Bern 1966. LP
- Blaiberg funeral. Technical accomplishment: Sylve Sjöberg. Auf: Text-sound-compositions. 7 / Stockholm 1970. (Stockholm ca. 1970), Fylkingen / SR Records, RELP 1103. LP.
- erge erekt (1962). Sprecher: Franz Mon. Auf: PHONETISCHE POESIE. Luchterhand Schallplatte. Hrsg. von Franz Mon. Neuwied / Berlin 1971. LP.
- das gras wies wächst. Hörspiel. Regie: Franz Mon. Prod.: SR / BR / WDR 1969. Saarländischer Rundfunk, Saarbrücken o. J. /Dokumentationsschallplatte/. o. O., o. J. (ca. 1974). Deutsche Grammophon/Hörspiel Heute, Luchterhand 2574 004. LP
- Da du der bist (1973). WDR, Köln 1974, auf: futura. POESIA SONORA. Antologia storico critica della poesia sonora. Hrsg. Arrigo Lora-Totino. Cramps Records, Mailand 1978, 5206 305. LP
- Ja-Nein-Parabel (1971/1978), auf: POÉSIE SONORE INTERNATIONALE. Hrsg. von Henri Chopin. Ed. Jean-Michel Place, Paris 1979. Audiocassette I / Beilage zum gleichnamigen Buch von Henri Chopin.
- augenzeuge (Text), auf: manuskripte für Alfred Kolleritsch 1981. Graz 1981. Audiocassette / Beilage zum gleichnamigen Sonderheft.
- erge erekt, 1962/1970. Auf: Neue Zeitschrift für Musik. Schott Verlag, Manz 1998, Nr. 5, Musik Sprechen. CD-Beilage

#### Rundfunk
- herzzero. Regie: Roland H. Wiegenstein und der Autor, HR 1962.
- das gras wies wächst. Regie: der Autor, SR/BR/WDR 1969.
- Blaiberg-Funeral. Regie: der Autor, Sveriges Radio / WDR 1970.
- hörspiele werden gemacht. Regie: der Autor, NDR/WDR 1970.
- bringen um zu kommen. Stereo-Hörspiel. Regie: der Autor, WDR 1970. Karl-Sczuka-Preis 1971.
- einmal son geheul hören. Regie: der Autor, WDR 1971.
- ich bin der, ich bin die. Regie: der Autor, Ausführende: Trio Exvoco, WDR 1971.
- Pincopallino in zerbrechlicher Umwelt oder Der Mensch im Raum. Regie: der Autor, HR 1972.
- da du der bist. Hörspiel mit Tera de Marez Oyens. WDR, NCRV Hilversum 1973.
- hörspiele werden gemacht. Werkstattbericht. NDR/WDR 1974.
- Lautpoesie 2. Das Trio Exvoco unter der Leitung von Ewald Liska interpretiert Texte von Franz Mon, SDR 1975.
- artikulationen. Ein Hörspot. WDR 1977.
- hören und sehen vergehen. WDR/NDR 1977. Prix Futura 1977.
- dada-musik. Regie: der Autor, SDR/NDR 1980.
- literatur zwischen den stühlen. Regie: der Autor, NDR 1980.
- wenn zum beispiel nur einer in einem raum ist. Hörspiel. WDR 1982. Karl-Sczuka-Preis.
- Essay zu: Wenn zum beispiel nur einer in einem Raum ist. Donaueschingen, 15. Oktober 1982, anlässlich der Preisverleihung. SDR 1982.
- lesebuch. (1967), interpretiert vom Trio EXVOCO, in: Trio EXVOCO: LAUTSPEKTAKEL DADA. Poesie für Stimmen. NDR.
- lachst du wie ein hund. Regie: der Autor. WDR 1985.
- Das entdeckte Hirn. Frankfurt Fest 1985, „Musik, Poesie, Aktionen“, 1985, Mozart-Saal der Alten Oper.
- Literatur zwischen den Stühlen. Essay. Regie: der Autor. WDR 1986.
- Montagnacht für Stimmen und Flöte. Regie: der Autor. WDR 1987.
- articulations. Mitschnitt der Liveperformance in New York, WDR 1990.
- von den fahrplänen braucht man nicht zu reden. Regie: der Autor, WDR 1996, Karl-Sczuka-Preis.
- von den Fahrplänen braucht man nicht zu reden – Franz Mon im Werkstattgespräch mit Klaus Ramm. SWR/ZKM 2001.
- ausgeartetes auspunkten. Regie: der Autor, HR 2007. Hörspiel des Monats Mai.
- Es, im Zustand wie gesehen. Regie: der Autor, HR 2010. Hörspiel des Monats Juni.
- Woher kennen wir den? Hörspiel für vier Stimmen, Regie: der Autor, SWR 2011.

## Auszeichnungen
- 1971, 1982, 1996: Karl-Sczuka-Preis
- 1977: Förderungspreis des Kunstpreises Berlin
- 2003: Goetheplakette der Stadt Frankfurt am Main
- 2014: Petrarca-Preis gemeinsam mit Tomas Venclova[11]